# 메러디스 벨빈
메러디스 벨빈(Meredith R. Belbin)은 영국의 경영학자이다. 벨빈의 주된 연구는 팀 제도와 팀 관리 및 성공적인 팀의 구성과 운영에 대한 것으로 학계보다는 경영실무계에서 명성을 떨쳤다. 현재 그는 자신의 이름을 딴 벨빈 어소시에이트사의 회장으로 재직하고 있다.

## 저서
- Management Teams (1981년)
- The Job Promotors (1990년)
- The Coming Shape of Organization (1996년)
- How to Build a Successful Tem...The Belbin Way(CD-ROM) (1996년)
- Team Roles at Work (1996년)
- Changing the Way We Work, Managing without Power (2001년)